# Wolfton
Der Wolfton ist ein heulender, flackernder oder schwebender Ton auf Streichinstrumenten beim Spielen eines bestimmten Tons. In ausgeprägten Fällen führt der Versuch, diese Note leise zu spielen, zum tonlosen Wischen über die Saite oder zum Anklingen von ausschließlich Obertönen (Flageolett), während ein beherzter Einsatz des Bogens ein stotterndes Bullern hervorbringt. Man sagt, das Instrument habe bei diesem Ton einen Wolf. Gutmütigere Instrumente klingen an der Stelle bloß etwas rauer, so als würden sie sul ponticello gespielt, obwohl die Bogenposition normal ist.
Bei den großen Streichinstrumenten Cello und Kontrabass sind oft auch hochwertige Exemplare betroffen, während ein Wolf bei einer Violine als Fehler des Geigenbauers gilt. Der Unterschied hängt damit zusammen, dass der Korpus eines Cellos nicht dreimal so groß ist wie der einer Geige; das würde dem Frequenzverhältnis ihrer Stimmung entsprechen. Zum Ausgleich der relativ geringen Größe des Cellos muss für einen guten Klang die Decke relativ dünner sein, was Wechselwirkungen zwischen ihren Eigenschwingungen und der Saitenschwingung begünstigt. Beim Cello liegt der Wolf beim F oder F#, selten tiefer bis herab zum D. Er tritt auf, wenn dieser Ton auf der G-Saite oder in hoher Lage auf der C-Saite gespielt wird. Beim Kontrabass ist meist das G betroffen.
Ein einfacher Wolftöter kann Abhilfe schaffen, falls es damit gelingt, die Eigenfrequenz des Saitenhalters auf die störende Eigenschwingung des Korpus abzustimmen und damit die Dissipation zu erhöhen. Sicherer, aber weit aufwändiger ist ein separater, exakt abgestimmter Schwingungstilger, der innen an die Decke geklebt wird – an eine Stelle, die gerade das rechte Maß an Dämpfung verspricht.

## Ursache
Das Spielen der betroffenen Note ist problematisch, weil ihre Grundfrequenz bei einer wenig gedämpften Eigenschwingung des Korpus liegt, in deren Eigenform der Steg, über den die Saiten gespannt sind, deutliche Querbewegungen ausführt. Beides, das Vorliegen der Resonanz und die Beteiligung des Steges in jener Richtung, in der die Saite durch den Bogen angeregt wird, führt zu einer besonders effektiven Übertragung von Schwingungsenergie auf den Korpus. Das erklärt das erschwerte Anspielen des Wolftons. Auch die Neigung zum Flageolett ist ersichtlich, denn die erhöhte Dämpfung gilt nur der Grundschwingung der Saite, nicht den Obertönen.
Der Flattereffekt dagegen wurde kontrovers gedeutet. Eine lange vertretene Erklärung war, dass Saite und Korpus schwach gekoppelte Oszillatoren darstellen, zwischen denen die Schwingungsenergie hin und her wechselt, verbunden mit einem entsprechenden Wechsel der Lautstärke. Nach dieser Erklärung sollte die Geschwindigkeit des Flatterns ähnlich wie bei einer Schwebung durch die Differenzfrequenz gegeben sein. Insbesondere sollte das Flattern nur in den Flanken der Resonanzkurve auftreten, dagegen im Maximum der Resonanz, erkennbar an der stärksten Neigung zum Flageolett, verschwinden. Das Flattern sollte unabhängig vom Bogendruck und der eingestellten Bogenspannung auftreten, sofern der Grundton überhaupt erklingt. Die Amplitudenschwankung des Grundtons sollte dominieren, die Obertöne höchstens sekundär betroffen sein. Die Amplitude des Grundtons sollte auch beim freien Ausklingen schwanken. Aber all das trifft nicht zu. Insbesondere variiert die Flatterfrequenz kaum und eher mit dem Bogendruck als mit der Tonhöhe. Offenbar ist die Kopplung von Saite und Korpus so eng, dass sich im Bereich der Resonanz eine gemeinsame, mittlere Eigenfrequenz ergibt, ohne die Möglichkeit einer Schwebung.
Dass auch die Modulationstiefe des Flatterns mit dem Bogen beeinflusst werden kann, bis zur Unterdrückung des Flatterns bei hohem Druck (mit klanglichen Einbußen), lenkt die Aufmerksamkeit auf die Details der Schwingungsanregung. Unter normalen Bedingungen gibt es eine lange Phase des Haftens (der Saite an der Bespannung des Bogens) und eine kurze Gleitphase. Das erfordert eine bestimmte Phasenbeziehung zwischen der Grundschwingung und den Oberwellen, auf dass deren Überlagerung in Stegnähe eine sägezahnförmige Bewegung ergibt. Diese Phasenbeziehung wird durch die Korpusresonanz gestört, denn mit dem Energiefluss ist ein Phasenunterschied von 90° zwischen der Anregung (Grundschwingung der Saite) und der Schwingung des Resonators verbunden. Solange der Resonator noch nicht stark schwingt, funktioniert die Anregung normal, zwischen dem Steg und dem Finger läuft also auf der Saite ein Knick hin und her. Sobald die Rückwirkung ein kritisches Maß übersteigt, rutscht während der Haftphase die Saite kurz durch und es entsteht ein zweiter umlaufender Knick, der wegen der umgekehrten Phasenlage dem Resonator (zunächst) Energie entzieht und schnell wächst. Zudem konkurriert er mit dem anderen Knick erfolgreich um Anregungsleistung, sodass dieser schnell verschwindet. Mit einer zeitlichen Verzögerung, die seiner Güte entspricht, stellt sich der Resonator auf die neue Anregungsphase ein, worauf der Vorgang sich wiederholt.
Dabei sinkt jedes Mal die Schallemission des Instruments auf dem Grundton weit ab, sodass sich dessen Spektrallinie um einige Hertz aufspaltet – wie bei einer Schwebung, bloß dass hier nicht zwei Resonatoren ursächlich sind.